# Референдум щодо членства Сполученого Королівства в Європейських Спільнотах (1975)

На момент референдуму в червні 1975 року Сполучене Королівство було лише однією з дев'яти держав-членів, які входили до Європейських Співтовариств.

Референдум про членство Сполученого Королівства в Європейських співтовариствах, також відомий як референдум про Європейське співтовариство (спільний ринок), референдум про спільний ринок і референдум про членство в ЄЕС, відбувся 5 червня 1975 року у Сполученому Королівстві відповідно до положень Закону про референдум 1975 року. Щоб оцінити підтримку подальшого членства країни в Європейських Співтовариствах (ЄС) — часто відомих у той час як Європейське Співтовариство та Спільний Ринок — до якого вона увійшла два з половиною роки тому 1 січня 1973 року під керівництвом консерваторів уряд Едварда Гіта. У маніфесті Лейбористської партії на загальних виборах у жовтні 1974 року було обіцяно, що люди через урну вирішать, чи залишатися їм у ЄС.
Це був перший національний референдум, який коли-небудь проводився на території Сполученого Королівства, і залишатиметься єдиним загальнобританським референдумом аж до референдуму 2011 року щодо системи альтернативного голосування, який відбувся 36 років по тому. Це також був єдиний референдум щодо відносин Сполученого Королівства з Європою до референдуму 2016 року про продовження членства в ЄС, який розпочав процес виходу Сполученого Королівства з ЄС відповідно до статті 50 (Brexit).

Електорат висловив значну підтримку членству в ЄК: 67 % підтримали при явці в країні 64 %. У брошурі 1975 року прем'єр-міністр Гарольд Вільсон сказав:
Я прошу вас використати свій голос. Бо тепер вирішуватиме ваш голос. Уряд прийме ваш вердикт.
У памфлеті також говорилося:
Тепер настав час для вас вирішити. Уряд прийме ваше рішення — як би воно не піде.
Загальні вибори в лютому 1974 року привели до створення уряду лейбористської меншості, який потім отримав більшість на загальних виборах у жовтні 1974 року. У своєму лютневому маніфесті 1974 року лейбористи пообіцяли переглянути умови вступу Британії до ЄС, а потім провести консультації з громадськістю щодо того, чи повинна Британія залишатися в ЄС на нових умовах, якщо вони були прийнятні для уряду. Лейбористська партія історично побоювалася наслідків членства в ЄС, таких як велика різниця між високою ціною на продовольство в рамках Спільної сільськогосподарської політики та низькими цінами, поширеними на ринках Співдружності, а також втрата як економічного суверенітету, так і свободи уряди брали участь у соціалістичній промисловій політиці, а партійні лідери висловили свою думку, що консерватори домовилися про невигідні умови для Сполученого Королівства. Глави урядів ЄС погодилися на угоду в Дубліні 11 березня 1975 р.; Вілсон заявив:
Я вважаю, що наші цілі щодо перегляду переговорів були значною мірою досягнуті, хоча й не повністю.
Він сказав, що уряд рекомендуватиме проголосувати за продовження членства. 9 квітня Палата громад проголосувала 396 голосами проти 170 за те, щоб продовжити роботу в рамках Спільного ринку на нових умовах. Разом із цим уряд розробив проєкт закону про референдум, який буде подано в разі успішного перегляду.
Дебати та кампанія на референдумі були незвичайним часом у британській політиці та були третім національним голосуванням за сімнадцять місяців. Під час кампанії Кабінет міністрів праці був розколотий, і його члени проводили агітацію з обох сторін питання, що стало безпрецедентним порушенням колективної відповідальності Кабінету міністрів. Більшість голосів у Палаті громад під час підготовки до референдуму було проведено лише після підтримки опозиції, і уряд зазнав кількох поразок у технічних питаннях, таких як обробка та формат підрахунку голосів на референдумі.
Референдум справді тимчасово досяг амбіцій Гарольда Вілсона щодо об'єднання розділеної Лейбористської партії щодо європейського питання; однак через вісім років у маніфесті загальних виборів лейбористів 1983 року було обіцяно вихід із Співтовариств. Це також значно зміцнило позиції проринкових (пізніше проєвропейських) політиків у парламенті Сполученого Королівства протягом наступних тридцяти років, але це питання залишалося спірним, і в наступні десятиліття уряди Сполученого Королівства ще більше інтегрувалися в європейський проєкт. шляхом ратифікації наступних європейських договорів (зокрема, Маастрихтського та Лісабонського), але без прямої згоди британського народу, але вирішив відмовитися від прийняття євро після того, як фунт був змушений вийти зі свого попередника Європейського механізму обмінних курсів у 1992 році, що стало відомо як Чорна середа. Незважаючи на це, дедалі більш євроскептичні політики вважали, що принцип парламентського суверенітету розмивається, і закликали до другого референдуму щодо членства Сполученого Королівства в тому, що стало Європейським Союзом (ЄС), що зрештою призвело б до скасування результатів цього референдуму.

## Передумови
Коли в 1952 році було створено Європейське об'єднання вугілля та сталі, Сполучене Королівство вирішило не ставати його членом. Сполучене Королівство все ще була відсутня, коли в 1957 році було підписано Римську угоду, яка створила Європейське економічне співтовариство («Спільний ринок»). Однак наприкінці 1950-х консервативний уряд Гарольда Макміллана різко змінив свою позицію і призначив Едварда Гіта подати заявку та очолити переговори про вступ Сполученого Королівства до спільного ринку. Прохання було подано на засіданні Європейських співтовариств (ЄС) у січні 1963 року, але президент Франції Шарль де Голль відхилив прохання Сполученого Королівства та наклав вето. Незважаючи на вето, Британія відновила переговори з країнами ЄС у 1967 році; а в квітні 1970 року, незадовго до кампанії загальних виборів 1970 року, Гіт, який на той час був лідером Консервативної партії, заявив, що подальша європейська інтеграція відбудеться лише за щирої згоди парламентів і народів нових членів країни.

### Консервативний маніфест зобов'язань і переговори 1970 року
Під час загальних виборів 1970 року всі основні політичні партії взяли на себе зобов'язання або вступити до Європейського співтовариства, або вести переговори з ним. Консервативний маніфест щодо виборів з цього питання передбачав переговори про членство, але не будь-якою ціною.
|  | Якщо ми зможемо домовитися про правильні умови, ми вважаємо, що в довгострокових інтересах британського народу було б, щоб Британія приєдналася до Європейського економічного співтовариства, і що це зробить великий внесок як у процвітання, так і в безпеку нашої країни. країна. Можливості величезні. Економічне зростання та вищий рівень життя будуть результатом наявності більшого ринку. Але ми також повинні визнати перешкоди. Приєднання Британії до Європейського економічного співтовариства матиме короткострокові недоліки, які слід зважити з довгостроковими перевагами. Очевидно, є ціна, яку ми не готові заплатити. Лише тоді, коли ми проведемо переговори, можна буде визначити, чи є баланс справедливим і чи відповідає інтересам Сполученого Королівства. Наше єдине зобов’язання – вести переговори; ні більше, ні менше. У міру переговорів ми будемо регулярно звітувати країні через парламент. Консервативний уряд не був би готовий рекомендувати парламенту, а члени парламенту не схвалили б урегулювання, яке було б нерівним або несправедливим. Приймаючи таке рішення, міністри та члени прислухаються до поглядів своїх виборців і матимуть на увазі, що є природним і законним, насамперед вплив вступу на рівень життя окремих громадян, яких вони представляють. |

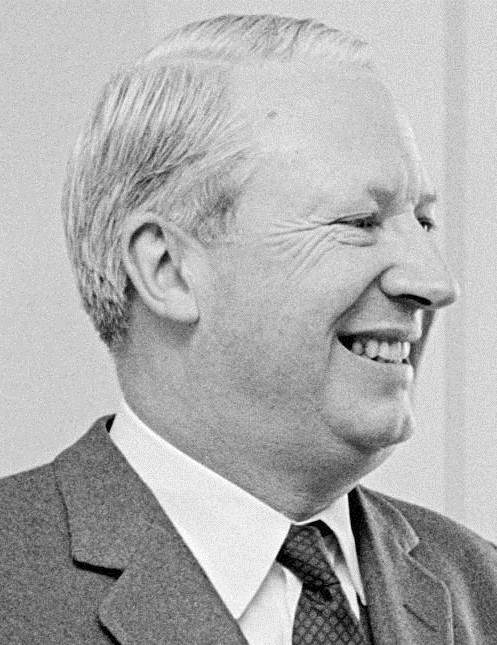
Едвард Гіт привів Велику Британію до Європейських співтовариств у 1973 році.

Консерватори отримали загалом 330 місць (із загальної кількості 630) із 46,6 % національної частки голосів, отримавши 77 місць, що дало їм неочікувану загальну більшість у близько 30 місць. Едвард Гіт став прем'єр-міністром і особисто вів багато переговорів, які почалися після виборів; він подружився з новим президентом Франції Жоржем Помпіду, який спостерігав за зняттям вето і таким чином проклав шлях до членства Сполученого Королівства.
Переговори про приєднання до ЄС розпочалися 30 червня 1970 року (за збігом того самого дня, коли вперше виникла Спільна рибальська політика), а наступного року була опублікована біла книга уряду Сполученого Королівства під назвою «Сполучене Королівство та Європейські співтовариства» і Едвард Гіт закликали до парламентської пропозиції щодо білої книги. У етері для нації перед дебатами в парламенті він сказав:
|  | Восени парламенту буде запропоновано вирішити, чи приєднуватися до Європейського співтовариства (Спільного ринку). Це важливе рішення, яке виходить далеко за межі партійної політики. Це рішення, яке фундаментально вплине на нас, увійдемо ми чи залишимося. Давайте чітко скажемо про це, це момент прийняття рішення, яке не повториться протягом дуже тривалого часу, якщо взагалі. |

Самі дебати відбулися між 21 і 28 жовтня 1971 року, коли Палата громад безпосередньо обговорювала, чи має Сполучене Королівство стати членом ЄС. Депутатам-консерваторам було надано право вільного голосування, депутатам-лейбористам дали батіг із трьома лініями, щоб проголосувати проти пропозиції, а депутатам-лібералам було примусово проголосувати за цю пропозицію. Прем'єр-міністр Едвард Гіт прокоментував у залі безпосередньо перед голосуванням: 
|  | Але сьогодні ввечері, коли цей Палата підтримає цю Пропозицію, багато мільйонів людей у всьому світі будуть радіти, що ми зайняли своє законне місце у справді Об’єднаній Європі! |

Палата громад проголосувала 356—244 за цю пропозицію, значною більшістю із 112, а прем'єр-міністр відразу після цього прокоментував від імені палати: 
|  | Постановлено, що Палата схвалює принципове рішення Уряду Її Величності приєднатися до Європейських Співтовариств на основі домовленостей, які були досягнуті. |

Жодного референдуму не було проведено, коли Сполучене Королівство погодилося на договір про приєднання 22 січня 1972 року або коли законопроєкт про Європейські співтовариства пройшов через законодавчий процес, на тій підставі, що його проведення було б неконституційним; законопроєкт пройшов друге читання в палаті громад лише вісьмома голосами. Сполучене Королівство приєдналося до Європейських Співтовариств 1 січня 1973 року разом з Данією та Республікою Ірландія.
Протягом усього цього періоду Лейбористська партія розділилася як щодо суттєвого питання вступу до ЄС, так і щодо питання про те, чи має вступ ухвалюватися на референдумі. У 1971 році проринкові діячі, як-от Рой Дженкінс, заступник лідера Лейбористської партії, заявили, що лейбористський уряд погодився б на умови вступу, забезпечені консерваторами. Однак Національний виконавчий комітет і конференція лейбористської партії не схвалили умови. У квітні 1972 року Консервативний депутат Ніл Мартен, який виступав проти ЄС, вніс поправку до законопроєкту про Європейські співтовариства, яка передбачала проведення консультативного референдуму щодо вступу. Лейбористи раніше виступали проти референдуму, але тіньовий кабінет вирішив підтримати поправку Мартена. Дженкінс пішов у відставку з посади заступника лідера на знак протидії цьому рішенню, а багато депутатів від Лейбористської партії утрималися від голосування.

### Зобов'язання трудового маніфесту 1974 року

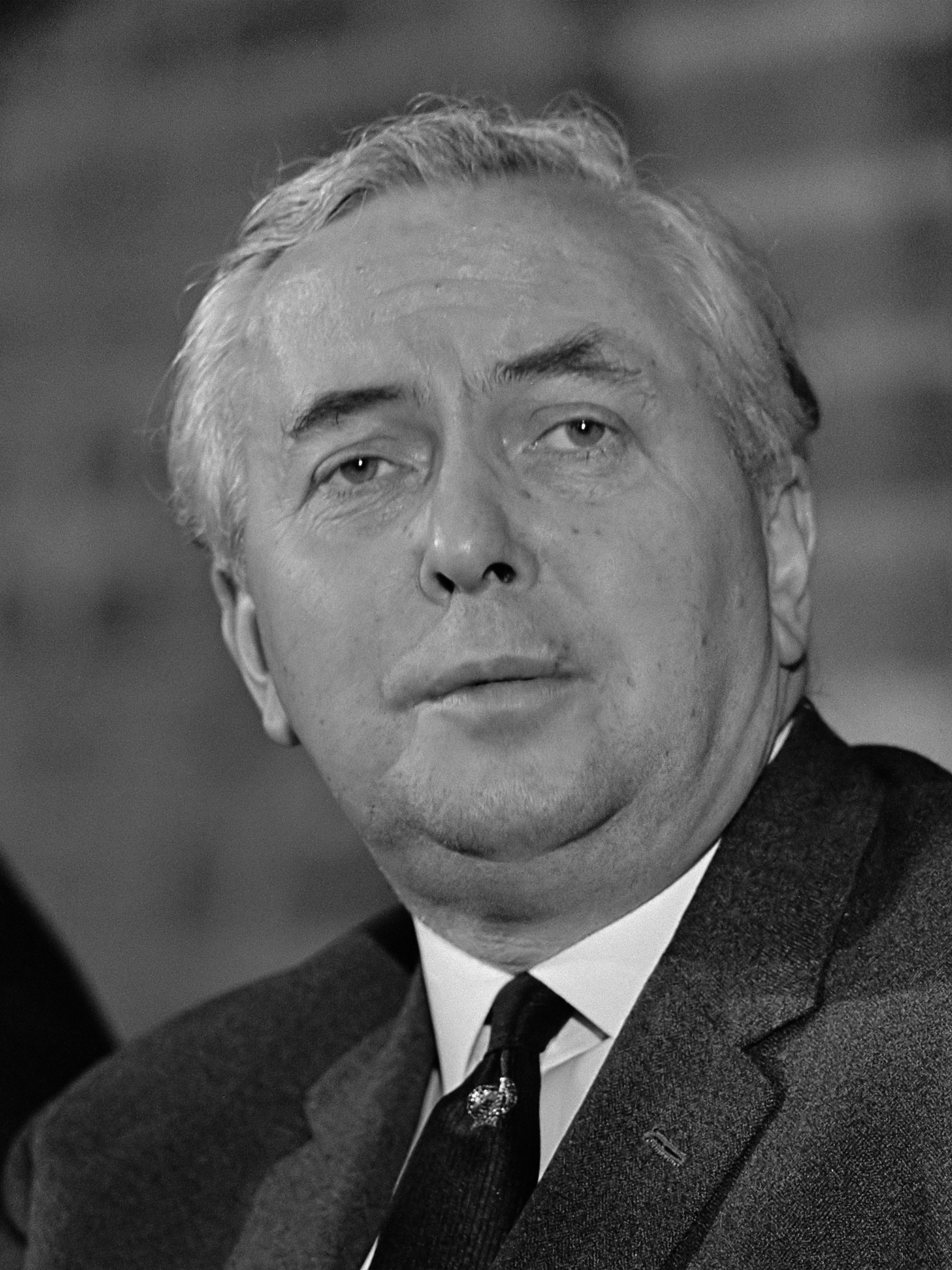
Лейбористський прем'єр-міністр Гарольд Вілсон

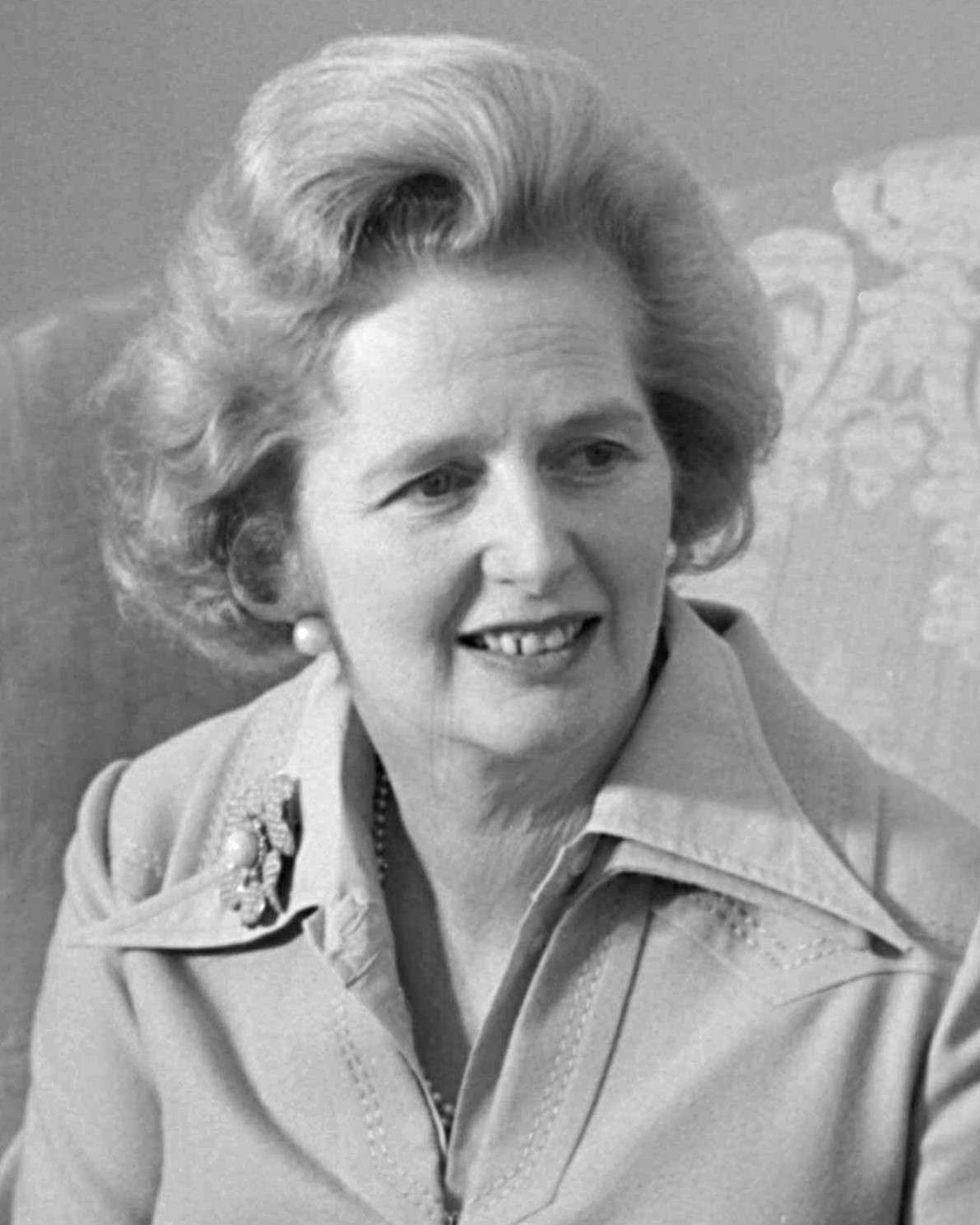
Підтримка Консервативної партії під керівництвом Маргарет Тетчер була важливою для проходження європейських справ уряду в Палаті громад.

На загальних виборах у Сполученому Королівстві в лютому 1974 року маніфест Лейбористської партії обіцяв переглянути умови членства Сполученого Королівства, після чого мав відбутися консультативний референдум щодо продовження членства на нових умовах, якщо вони будуть прийнятними.
Протягом одного місяця після вступу на посаду лейбористський уряд розпочав переговори, обіцяні в його лютневому маніфесті на підставі, викладеному в цьому маніфесті.
Про ймовірні результати важких переговорів, які ведуться, судити поки рано. Але яким би не був результат у Брюсселі, рішення тут прийматиме британський народ.
Це можна було б інтерпретувати як можливість проведення виборів у 1975 році.
Лейбористам вдалося виграти дуже невелику робочу більшість, і їм не потрібні були інші загальні вибори, і референдум був організований.

## Законодавство
26 лютого 1975 року уряд підготував білу книгу щодо запропонованого референдуму: він рекомендував основне державне фінансування для сторін «так» і «ні», права голосу для членів збройних сил і членів палати лордів, і, нарешті, запропонований єдиний централізований підрахунок голосів для всієї країни. Ця біла книга була схвалена Палатою громад. Законопроєкт про референдум був поданий до Палати громад 26 березня; у другому читанні 10 квітня народні депутати проголосували 312 проти 248 «за». До ухвалення законопроєкту в Сполученому Королівстві не існувало жодної процедури чи законодавства для проведення такого плебісциту. Голосування, єдиний загальнонаціональний плебісцит, який проводився у Сполученому Королівстві протягом ХХ століття, мало конституційне значення. У минулому референдуми викликали широкий спротив на тій підставі, що вони порушували принцип парламентського суверенітету. Першим великим референдумом (тобто референдумом, що охоплює більше ніж одну територію місцевого самоврядування), який проводився в будь-якій частині Сполученого Королівства, був референдум про суверенітет у Північній Ірландії в 1973 році.
Спосіб підрахунку голосів викликав багато суперечок, коли законопроєкт проходив через парламент. Уряд вважав, що, враховуючи те, що опитування суттєво відрізнялося від загальних виборів, і що як національний референдум Сполучене Королівство є єдиним виборчим округом, має відбутися безпрецедентний єдиний національний підрахунок усіх голосів для всієї країни в Ерлс Корт у Лондоні протягом кількох днів, з одноразовим оголошенням остаточного результату Національним лічильником (пізніше в законодавстві титул було змінено на Chief Counting Officer). Ця пропозиція не отримала ширшої підтримки Лейбористської партії чи інших опозиційних партій; Ліберальна партія виступала за індивідуальні підрахунки голосів у кожному з парламентських округів і внесла відповідну поправку, але зазнала поразки 263 голосами проти 131 у Палаті громад. Однак інша поправка, внесена до Палати громад членом парламенту від Лейбористської партії Родеріком Макфаркуаром, мала на меті мати окремі підрахунки для кожного адміністративного регіону (районів окружних рад після 1974 року): це здобуло міжпартійну підтримку та було підтримано 272 проти 155 голосів.
Закон не вказує на національну більшість голосів «за» для схвалення умов; простої більшості в 50 % + 1 голос буде достатньо для перемоги в голосуванні. Він отримав королівський дозвіл 8 травня 1975 року, менше ніж за місяць до голосування.

## Питання референдуму
Питання, яке буде поставлене перед британськими виборцями, як зазначено в Законі, було таке:
Про ймовірні результати важких переговорів, які ведуться, судити поки рано. Але яким би не був результат у Брюсселі, рішення тут прийматиме британський народ.

Чи вважаєте ви, що Сполучене Королівство має залишитися в Європейському Співтоваристві (Спільному ринку)?
Дозволяється проста відповідь ТАК / НІ (позначається одним «X»).
Питання, яке було використано, було одним із варіантів у Білій книзі уряду від лютого 1975 року, хоча під час проходження парламентом законопроєкту про референдум уряд погодився додати слова «Спільний ринок» у дужках у кінці запитання.
Референдум відбувся за 25 років до прийняття лейбористським урядом Тоні Блера Закону про політичні партії, вибори та референдуми 2000 року, який запровадив у британське законодавство загальну процедуру проведення всіх майбутніх загальнобританських референдумів, а також створив Виборча комісія, орган, який контролював би такі голосування, а також перевіряв і досліджував запропоновані питання референдуму.

## Агітація
Референдум був призначений у квітні 1975 року після офіційного завершення перегляду. Оскільки кабінет прем'єр-міністра Гарольда Вільсона був розділений на прихильників і противників Спільного ринку, і оскільки члени кожної сторони твердо дотримувалися своїх поглядів, він прийняв безпрецедентне рішення за межами коаліційного уряду призупинити дію конституційного з'їзду про колективну відповідальність кабінету. Членам кабінету буде дозволено публічно агітувати один проти одного. Загалом сім із двадцяти трьох членів кабінету виступили проти членства в ЄК. Рішення Вільсона полягало в тому, що міністри, які виступають у Палаті громад, повинні відображати урядову політику (тобто підтримку членства в ЄС), але їм буде дозволено вільно говорити в інших місцях, таким чином уникаючи масового звільнення міністрів кабінету. Незважаючи на це, один міністр, Ерік Хеффер, був змушений піти у відставку після того, як виступив проти членства ЄС у Палаті громад.

### Кампанія «Так» (Британія в Європі)

Логотип кампанії Keep Britain in Europe.

Кампанію «Так» офіційно підтримали Вільсон і більшість членів його кабінету, включаючи осіб, які обіймають три інші великі державні посади: Деніса Гілі, міністра фінансів; Джеймс Каллаган, міністр закордонних справ; і Рой Дженкінс, міністр внутрішніх справ. Його також підтримала більшість Консервативної партії, включаючи її новообраного лідера Маргарет Тетчер — 249 із 275 членів партії в парламенті підтримали залишатися в ЄС шляхом вільного голосування у квітні 1975 року — Ліберальна партія Соціал-демократична та лейбористська партія, Альянсна партія Північної Ірландії та Авангардна юніоністська прогресивна партія.

### Без кампанії (Кампанія з національного референдуму)

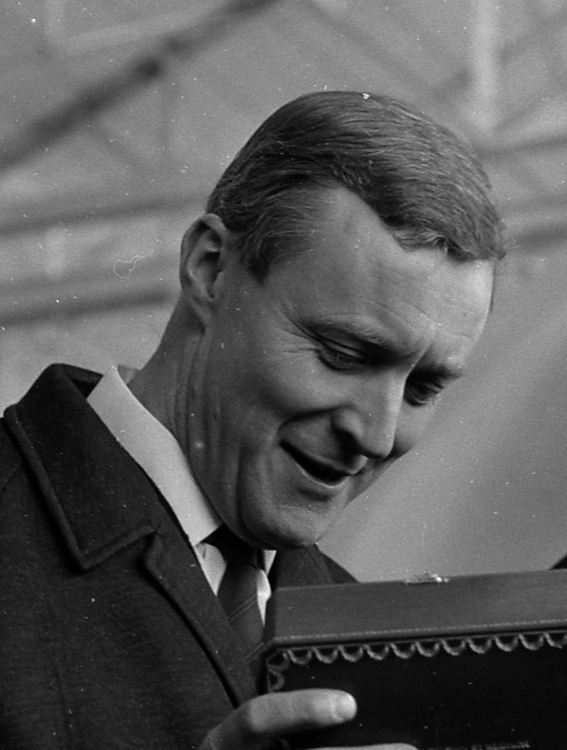
Тоні Бенн, державний секретар промисловості, був одним із провідних діячів кампанії «Ні».

Впливовий консерватор Едвард дю Канн заявив, що «лейбористська партія безнадійно і безповоротно розколота і заплутана в цьому питанні». Кампанія «Ні» включала ліве крило Лейбористської партії, включаючи міністрів кабінету міністрів Майкла Фута, Тоні Бенна, Пітера Шора та Барбару Касл, яка під час кампанії промовила знамениту фразу:
Вони заманили нас на ринок міражем ринкове диво.
Деякі прихильники лейбористів «Ні», у тому числі Ерік Варлі та Дуглас Джей, були на правому крилі партії, але більшість були зліва. Кампанія «Ні» також включала велику кількість лейбористів на задній лаві; після розбіжності щодо Білої книги ЄС щодо перегляду, 148 депутатів від Лейбористської партії виступили проти заходу свого уряду, тоді як лише 138 підтримали його, а 32 утрималися.
Багато консерваторів вважають, що Європейське Співтовариство не підходить Британії… Консервативна партія теж розділилася щодо цього.
— додав дю Канн, голова комітету консерваторів 1922 року, хоча в 1975 році в парламентській консервативній партії було набагато менше євроскептиків, ніж під час пізніших дебатів про Європу, наприклад, приєднання до Маастрихтського договору. Більшість Ольстерської юніоністської партії були за «Ні» на референдумі, особливо колишній міністр-консерватор Енох Пауелл, який після Бенна був другим найвидатнішим антимаркетологом у кампанії. Інші партії, які підтримували кампанію «Ні», включали Демократичну юніоністську партію, Шотландську національну партію, Плейд Кімру та позапарламентські партії, включаючи Національний фронт і Комуністичну партію Сполученого Королівства.

### Офіційні партійні позиції
Конференції Консервативної та Ліберальної партій послідовно підтримували членство в ЄС протягом кількох років до 1975 року. На конференції Лейбористської партії 26 квітня 1975 року члени Лейбористської партії відхилили продовження членства в ЄС майже з перевагою 2:1. Тоні Бенн сказав:
У нас була конференція, і рішення чітке… Цілком зрозуміло, що Лейбористська партія повинна почати кампанію.
Більшість керівництва Лейбористської партії була рішуче за продовження членства, і перевага голосів партії не була несподіванкою, оскільки лише 7 із 46 профспілок, присутніх на конференції, підтримали членство в ЄС. Перед конференцією партія вирішила, що якщо конференція проголосує з перевагою 2:1 або більше за певний варіант, вона підтримає цю позицію в кампанії на референдумі. Інакше «партійна машина» залишалася б нейтральною. Тому сама Лейбористська партія не проводила агітацію з жодної сторони.
| Голосування «за» | Офіційної партійної позиції немає | Голосування «ні» |
| --- | --------------------------------- | --- |
| - Консервативна партія - Ліберальна партія - Соціал-демократична і лейбористська партії - Партія Альянсу - Авангардна юніоністська прогресивна партія | - Лейбористська партія            | - Шотландська національна партія - Плед Кімру - Юніоністська партія Ольстера - Національний фронт - Комуністична партія Сполученого Королівства - Демократична юніоністська партія - Офіційний Шинн Фейн - Тимчасовий Шинн Фейн |

### Кампанія, фінансування та медійна підтримка
Конференції Консервативної та Ліберальної партій послідовно підтримували членство в ЄС протягом кількох років до 1975 року. На конференції Лейбористської партії 26 квітня 1975 року члени Лейбористської партії відхилили продовження членства в ЄС майже з перевагою 2:1. Тоні Бенн сказав:
У нас була конференція, і рішення чітке… Цілком зрозуміло, що Лейбористська партія повинна почати кампанію.
Більшість керівництва Лейбористської партії була рішуче за продовження членства, і перевага голосів партії не була несподіванкою, оскільки лише сім із сорока шести профспілок, присутніх на конференції, підтримали членство в ЄС. Перед конференцією партія вирішила, що якщо конференція проголосує з перевагою 2:1 або більше за певний варіант, вона підтримає цю позицію в кампанії на референдумі. Інакше «партійна машина» залишалася б нейтральною. Тому сама Лейбористська партія не проводила агітацію з жодної сторони.
Під час кампанії майже вся головна національна британська преса підтримала кампанію «Так». Ліва Morning Star була єдиною помітною національною щоденною газетою, яка підтримала кампанію «Ні». Телевізійні трансляції використовувалися в обох кампаніях, як партійні політичні трансляції під час загальних виборів. Вони транслювалися одночасно на всіх трьох ефірних каналах: BBC 1, BBC 2 та ITV. Вони зібрали до 20 мільйонів глядачів. Рекламні оголошення кампанії «Так» вважалися набагато ефективнішими, показуючи, як їхні спікери слухають і відповідають на проблеми людей, тоді як у трансляціях кампанії «Ні» спікери читають з автокю.

Кампанія «Так» отримала значно більше фінансування завдяки підтримці багатьох британських компаній і Конфедерації британської промисловості. За словами скарбника кампанії «Так» Алістера Макалпайна, «банки та великі промислові компанії вкладають дуже великі суми грошей». У той час бізнес був «переважно проєвропейським», і Гарольд Вілсон зустрівся з кількома видатними промисловцями, щоб отримати підтримку. Для проєвропейських налаштованих було звичним зібрання через партійну та ідеологічну лінію з бізнесменами. Джон Міллс, національний агент кампанії «Ні», згадував:
Ми діяли на нитці порівняно з операцією Rolls Royce з іншого боку.
Однак також було так, що багато груп громадянського суспільства підтримали кампанію «Так», включаючи Національну спілку фермерів і деякі профспілки.

Значна частина кампанії «Так» була зосереджена на авторитетах її опонентів. За словами Алістера Макалпайна,
...суть нашої кампанії полягала в тому, щоб зобразити антимаркетологів як ненадійних людей — небезпечних людей, які зведуть вас хибним шляхом… Справа була не стільки в тому, що було розумно залишатися, скільки в тому, що будь-хто, хто запропонував нам вийти, був химерним або практично марксистським.
Тоні Бенн сказав, використовуючи свою посаду державного секретаря промисловості як авторитет, сказав:
...в Британії було втрачено півмільйона робочих місць і величезне зростання цін на продукти харчування як прямий результат нашого вступу до спільного ринку.
Його заяви були висміяні кампанією «Так» і міністрами; «Дейлі Міррор» назвала Бенна «міністром страху», а інші газети були такими ж глузливими. Зрештою, кампанії «Ні» не вистачало популярної центристської фігури, яка б відіграла роль громадського лідера в їхній кампанії, яку Дженкінс і Вілсон виконали в кампанії «Так».

## Підрахунок
Референдум проводився в усіх чотирьох установчих країнах Сполученого Королівства єдиною більшістю голосів у 68 районах підрахунку відповідно до положень Закону про референдум, для якого відповідали тодішні адміністративні округи Англії та Уельсу та новостворені на той час адміністративні регіони Шотландії з Північною Ірландією як єдиною територією підрахунку.
У наведеній нижче таблиці показано розбивку голосування на референдумі у Сполученому Королівстві.
| Держава               | Підрахунок площ                              |
| --------------------- | -------------------------------------------- |
| Сполучене Королівство | Оголошення референдуму; 68 лічильних ділянок |

| Установчі країни  | Підрахунок площ      |
| ----------------- | -------------------- |
| Англія            | 47 лічильних ділянок |
| Північна Ірландія | Єдина лічильна зона  |
| Шотландія         | 12 рахункових зон    |
| Уельс             | 8 рахункових зон     |

## Результати

Результати за установчими країнами.

Результати по округах

Голосування на референдумі відбулося по всій Великій Британії у четвер, 5 червня, з 07:00 до 22:00 за європейським стандартним часом. Усі зони підрахунку розпочали свій підрахунок наступного дня, у п'ятницю, 6 червня, о 09:00 за київським часом, а остаточний результат оголосив незадовго до 23:00 за київським часом головний лічильник (CCO) сер Філіп Аллен у виставковому центрі Ерлс Корт у Лондоні, після того, як усі 68 дільниць підрахунку оголосили свої підсумки. З загальнонаціональною явкою в 64 % по всій території Сполученого Королівства мета забезпечити більшість для переможної сторони становила 12 951 598 голосів. Результатом стало вирішальне схвалення продовження членства в ЄС, яке перемогло величезною більшістю в 8 908 508 голосів (34,5 %) над тими, хто проголосував за відмову від продовження членства.
Загалом більше двох третин виборців підтримали збереження членства в ЄК. 67,2 % проголосували «за», 32,8 % — «проти». На рівні ради підтримка членства в ЄС позитивно корелювала з підтримкою Консервативної партії та середнім доходом. Навпаки, бідніші регіони, які підтримували лейбористів, менш підтримували це питання. Схвалення було значно вище 60 % майже в усіх районах ради в Англії, а також в Уельсі, за винятком Мід Гламоргана, який сильно підтримує лейбористів. Шотландія та Північна Ірландія підтримали це питання менше, ніж у середньому в Британії. Після оголошення дільниць для голосування їхні результати передавали серу Філіпу Аллену, головному лічильнику, який пізніше оголосив остаточний результат.
Усі райони підрахунку в межах Сполученого Королівства дали велику більшість голосів «за», за винятком двох шотландських регіонів, Шетландських островів і Західних островів, які повернули більшість голосів на користь «ні».
| Так: 17 378 581 (67,2 %) | Ні: 8 470 073 (32,8 %) |
| ▲                        |                        |

### Результати за установчими країнами, що входять до складу Сполученого Королівства
| Установчі країни | Установчі країни  | Електорат  | Явка   | Відповіді  | Відповіді | Пропорція голосів | Пропорція голосів | Недійсні голоси | Недійсні голоси |
| Установчі країни | Установчі країни  | Електорат  | Явка   | Так        | Ні        | Так               | Ні                | Недійсні голоси | Недійсні голоси |
| ---------------- | ----------------- | ---------- | ------ | ---------- | --------- | ----------------- | ----------------- | --------------- | --------------- |
|                  | Англія            | 33 356 208 | 64,6 % | 14 918 009 | 6 182 052 | 68,65 %           | 31,35 %           | 42 161          |                 |
|                  | Північна Ірландія | 1 030534   | 47,4 % | 259 251    | 237 911   | 52,19 %           | 47,81 %           | 1 589           |                 |
|                  | Шотландія         | 3 688 799  | 61,7 % | 1 332 186  | 948 039   | 58,42 %           | 41,58 %           | 6 481           |                 |
|                  | Уельс             | 2 011 136  | 66,7 % | 869 135    | 472 071   | 64,80 %           | 35,20 %           | 4 339           |                 |

## Реакції на результат
У наведеній нижче таблиці показано розбивку районів голосування на референдумі у Сполученому Королівстві.
Вердикт було винесено шляхом голосування більшістю, ніж було отримано будь-яким урядом на будь-яких загальних виборах. Ніхто в Британії чи в усьому світі не повинен сумніватися щодо його значення. Це було вільне голосування, без обмежень, після вільної демократичної кампанії, проведеної конструктивно та без образи. Це означає, що чотирнадцять років національної суперечки закінчилися. Це означає, що всі ті, хто сумнівався щодо зобов’язань Великобританії, тепер мають щиро об’єднатися з нашими партнерами в Європі та нашими друзями в усьому світі, щоб зустріти виклик, який стоїть перед цілою нацією

Енох Пауелл так відреагував на результати в газеті через кілька днів після референдуму:

Згідно з необхідністю аксіоми, англієць більше ніколи не буде жити за свою країну або помре за свою країну: країна, заради якої люди живуть і вмирають, застаріла, і ми її скасували». Або ще не зовсім. Ні, ще ні. Референдум – це не «вирок», після якого в’язня відразу вішають. Це не більше ніж тимчасово... Так буде доти, доки парламент зможе змінити або скасувати все, що зробив той чи будь-який інший парламент. Звідси ті золоті слова в брошурі урядового референдуму: «Наше подальше членство залежатиме від постійної згоди парламенту.
Рой Дженкінс сказав:
Це залишає невизначеність позаду. Це прив'язує Сполучене Королівство до Європи; це зобов'язує нас грати в цьому активну, конструктивну та повну ентузіазму роль.
Тоні Бенн сказав:
Коли британський народ говорить, усі, включаючи членів парламенту, повинні тремтіти перед своїм рішенням, і це, безумовно, дух, з яким я приймаю результати референдуму.
Дженкінс був нагороджений за успішне керівництво кампанією за те, щоб Сполучене Королівство залишиллся членом Європейських співтовариств, коли через два роки він став першим і єдиним британським політиком за період членства Сполученогоз 1973 по 2020 рік, який обіймав пост президента Європейської комісії., яку він обіймав протягом чотирьох років з 1977 по 1981 рік.

Результат зміцнив тактичну позицію Гарольда Вілсона, забезпечивши подальше публічне вираження підтримки його політики після виборів. За словами Кука та Френсіса (1979),
...ліві його партії були задоволені проведенням референдуму, праві — його результатами.
Після цього Лейбористська партія та британські профспілки самі приєдналися до європейських інституцій, таких як Соціалістична група в Європейському парламенті, до якої вони неохоче брали участь до публічного схвалення членства в ЄС.
У Палаті громад результати референдуму вирішували питання Європи на два роки, поки в 1977 році не почалися дебати про прямі вибори до Європейського парламенту.
Протягом наступних сорока одного року результат забезпечував значний проєвропейський мандат політикам, зокрема в парламенті Сполученого Королівства, а потім і в нещодавно переданих установах у Північній Ірландії, Шотландії та Уельсі, аж до референдуму про членство в ЄС у 2016 році, який відбувся у четвер. 23 червня 2016 року Сполучене Королівство проголосувало 51,9 % за вихід з Європейського Союзу, а 48,1 % проти. Тоді відносна різниця в ентузіазмі щодо членства була змінена: Англія та Уельс проголосували за вихід, тоді як Шотландія, Лондон та Північна Ірландія проголосували за те, щоб залишитися. О 23:00 за Гринвічем 31 січня 2020 року, після 47 років членства, Сполучене Королівство залишило Європейський Союз.

## Питання суверенітету

Порівняння результатів референдумів 1975 та 2016 років

Питання суверенітету обговорювалося у внутрішньому документі Міністерства закордонних справ і у справах Співдружності (FCO 30/1048) до Акту про Європейські Співтовариства 1972 року, який не був доступним для громадськості до січня 2002 року згідно з правилом тридцяти років. Серед перелічених сфер політики, «в яких парламентська свобода законодавчої діяльності постраждає від вступу до Європейських Співтовариств», були мита; сільське господарство; вільний рух робочої сили, послуг і капіталу; транспорт; і соціальне забезпечення для трудових мігрантів. У документі було зроблено висновок про те, що доцільно поставити міркування впливу та влади вище формального суверенітету.

## ТБ
І BBC, і ITV висвітлювали події протягом наступного дня, а програму BBC вели Девід Дімблбі та Девід Батлер. Протягом дня було кілька програм. У той час як висвітлення ITV було змішано з прямим висвітленням перегонів з Epsom of Epsom Oaks day card і було представлено Робертом Кі та Пітером Джеєм. Це було єдине велике опитування у Сполученому Королівстві, в якому Аластер Бернет не брав участі в телевізійному висвітленні як ведучий, оскільки він редагував Daily Express під час референдуму.
BBC зберегла лише дві години репортажів — між 14:00 і 16:00 — і це висвітлення було повторено на BBC Parliament до 30-ї річниці референдуму в червні 2005 року. Він також був повторно показаний до 40-ї річниці в червні 2015 року на каналі BBC Parliament і мав бути показаний знову до 41-ї річниці перед референдумом 2016 року в ЄС. Через 41 рік після референдуму 1975 року Девід Дімблбі також вів репортаж BBC про те, як Сполучене Королівство проголосувало за вихід з ЄС.

## Подальше читання
- Батлер, Д. і Кіцінгер, У. Референдум 1975 року. Лондон і Нью-Йорк: Palgrave Macmillan UK, 1996.
- Мілворд, А. Зліт і падіння національної стратегії: Сполучене Королівство та Європейське співтовариство: том 1. — Лондон і Нью-Йорк: Routledge, 2002; перевидано 2012.
- Сондерс, Роберт, так Європі! Референдум 1975 року та Британія сімдесятих років. (Видавництво Кембриджського університету, 2018).
- Уолл, С. Офіційна історія Британії та Європейського співтовариства. Том II: Від відмови до референдуму, 1963—1975. — Лондон і Нью-Йорк: Routledge, 2013.